# Comunismo consejista

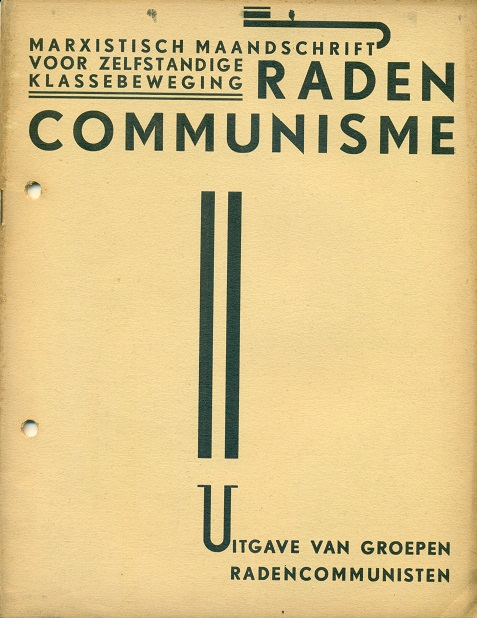
Comunismo de Consejos (Radencommunisme), publicado en Ámsterdam por el "Grupo de Comunistas Internacionales" (G.I.C.).

El comunismo consejista, consejismo o comunismo de consejos es una corriente proletaria-revolucionaria surgida en el ámbito de la Izquierda comunista germano-holandesa de los años 1920-1930. Su punto de ruptura con el trotskismo y la socialdemocracia están en la oposición al entrismo, al reformismo y al parlamentarismo, y su diferenciación con el leninismo radica en la autonomía proletaria como alternativa al partido de vanguardia. La formulación temprana de la teoría comunista-consejista fue llevada a cabo por Anton Pannekoek y Otto Rühle, en el transcurso de la Revolución alemana. Un teórico consejista posterior y más joven pero no menos importante fue Paul Mattick.

## Historia
El comunismo de consejos es una tendencia marxista que surgió a raíz del proceso revolucionario alemán, con representantes tanto de Alemania como de los Países Bajos (muchos de ellos provenientes de la llamada "Izquierda comunista germano-holandesa"), caracterizada por la defensa acérrima de los consejos obreros, lucha frontal contra la socialdemocracia y el bolchevismo, rechazo rotundo a los sindicatos y enfocada al rescate de la teoría revolucionaria de Marx, especialmente su defensa de la autoemancipación proletaria (sintetizada en la frase "La liberación de los trabajadores solo puede ser obra de los trabajadores mismos"). Sus más prominentes defensores iniciales fueron el educador alemán Otto Rühle, el astrónomo neerlandés Anton Pannekoek, y el poeta neerlandés Herman Gorter. Inicialmente, los comunistas de izquierda dieron la bienvenida a la Revolución de Octubre como el tan esperado comienzo de la revolución mundial. Sin embargo, con el tiempo, se formularon críticas cada vez más severas contra aspectos concretos de la revolución rusa, como la política agraria o la represión violenta del levantamiento de Kronstadt. En particular, la demanda de la Internacional Comunista, que instaba a todos los revolucionarios del mundo a adoptar el modelo ruso en sus respectivos países, desencadenó una crítica fundamentalmente dura. Esta crítica se radicalizó cada vez más hasta el punto de que los comunistas de Consejos solo podían ver en el bolchevismo un desarrollo capitalista rezagado bajo las condiciones específicamente rusas.
Cuando se formó el Partido Comunista de Alemania (KPD) en diciembre de 1918, una mayoría en el partido se oponía al parlamentarismo y al sindicalismo. Estas posiciones los ubicaban a la izquierda de la ortodoxia bolchevique. En 1919, la Internacional Comunista (IC) se formó para promover políticas afines al bolchevismo a nivel internacional. En octubre de 1919, Paul Levi, el jefe del liderazgo del KPD, impulsó una nueva línea de partido que seguía las políticas de la IC. Esta línea exigía la participación en las elecciones parlamentarias y la lucha por el control de los sindicatos establecidos. En efecto, esto obligó a la mayoría izquierdista a salir del partido y cerca de la mitad de sus 100 000 miembros se fueron. En abril de 1920, la izquierda formó el Partido Comunista Obrero de Alemania (KAPD) con una afiliación inicial de unos 38 000 miembros. El movimiento fue motivado en parte por el hecho de que la izquierda percibía la reacción del KPD al Kapp Putsch como débil. Ese mismo año, se formó la Unión General Obrera de Alemania (AAUD) como un sindicato revolucionario en parte inspirado en la  IWW (Trabajadores Industriales del Mundo) estadounidense. Algunos lo consideraron como la federación sindical afiliada al KAPD.
En 1918, Gorter publica su folleto La Revolución Mundial donde afirmaría que "las condiciones de la revolución en Europa occidental, especialmente en Inglaterra y Alemania, son completamente diferentes y no pueden compararse con las de la Revolución Rusa". Pannekoek afirmó en Revolución Mundial y Táctica Comunista, un folleto publicado en 1920, que las tácticas comunistas en Europa Occidental debían ser necesariamente diferentes a las de Rusia. Argumentó que en  Europa Occidental, la influencia de una vieja y experimentada burguesía se hacía sentir en todos los niveles de la sociedad. En Rusia y Europa del Este, por el contrario, la burguesía era todavía joven y relativamente débil. Como resultado, la lucha de clases debía oponerse a las instituciones burguesas como los parlamentos y los sindicatos. Destacó la importancia de la conciencia de clase entre las masas y consideró el modelo de partido de vanguardia defendido por los bolcheviques como un obstáculo potencial para la revolución.
Inmediatamente después de su formación, el KAPD buscó su admisión en la IC. En el Segundo Congreso Mundial de la IC en 1920, los líderes de la internacional Lenin, León Trotski y Grigori Zinóviev rechazaron unánimemente las posiciones del KAPD. Una carta abierta del comité ejecutivo de la IC informó al KAPD que la internacional apoyaba plenamente al KPD en su disputa con la izquierda. Algunos delegados de KAPD abandonaron el congreso anticipadamente en protesta. Lenin criticó al KAPD, Pannekoek y otros grupos de izquierda en su folleto de 1920 “La enfermedad infantil del izquierdismo en el comunismo ", acusándolos de propagar la confusión. Afirmaba que la negativa a trabajar en parlamentos y sindicatos dejaría a los obreros bajo la influencia de los líderes reaccionarios. Admitió que existían diferencias considerables entre Rusia y los países más avanzados de Europa occidental, pero sostuvo que "es el modelo ruso el que revela a todos los países algo -y algo muy significativo- de su futuro próximo e inevitable" y que ciertas características de la Revolución Rusa eran universalmente válidas. Gorter asumió la tarea de responder a Lenin. En su Carta abierta al camarada Lenin, Gorter argumentó que en Rusia la clase obrera  había sido capaz de aliarse con el campesinado para derrocar a una clase dominante débil. En Europa occidental, en cambio, la clase obrera no tenía aliados naturales, dado que se enfrentaba a una clase dominante muy poderosa y al poder formidable del capitalismo. Por ello, todas las tácticas destinadas a la lucha de clases en Europa Occidental debían de tener como objetivo aumentar el poder, la autonomía y la conciencia de clase del proletariado. Las tácticas preconizadas por Lenin y la III Internacional -como la participación en el parlamento, en los sindicatos, y la alianza con los partidos socialdemócratas- no se acercaban en absoluto a estos criterios.
A pesar de esta disputa, el KAPD, y otros grupos similares, trataron inicialmente  cambiar el movimiento comunista internacional desde el interior. En el Tercer Congreso Mundial de la Internacional en 1921, el KAPD no logró reunir una oposición de izquierda y por lo tanto se retiró de la Internacional. La crítica de la izquierda comunista al bolchevismo se hizo cada vez más contundente. El portavoz de la región este de Sajonia, Otto Rühle, fue quizás el primero en concluir que los bolcheviques no estaban construyendo el socialismo. Rühle había sido delegado del KAPD en el Segundo Congreso de la Comintern a mediados de 1920, pero había abandonado el congreso en protesta incluso antes de que comenzara. Una vez de vuelta en Alemania, dio rienda suelta a su consternación. Los bolcheviques habían tratado de eludir todo un proceso de desarrollo social y económico que por lo menos exigiría varias décadas, saltando directamente del feudalismo al socialismo. El retraso de la revolución mundial había hecho que este intento fuera un fracaso. El resultado fue "una espantosa decepción". Los bolcheviques habían instituido un ultracentralismo que se correspondía completamente con el carácter burgués de su revolución. En 1921, Pannekoek argumentó que la Revolución Rusa no era más que una revolución burguesa como la Revolución Francesa. Gorter lo caracterizó inicialmente como una revolución dual, una revolución de la clase obrera contra el capitalismo y una revolución capitalista contra el feudalismo, pero argumentó que este dualismo se resolvió con la Nueva Política Económica de 1921 y que la Rusia soviética se había convertido inequívocamente en un Estado capitalista.

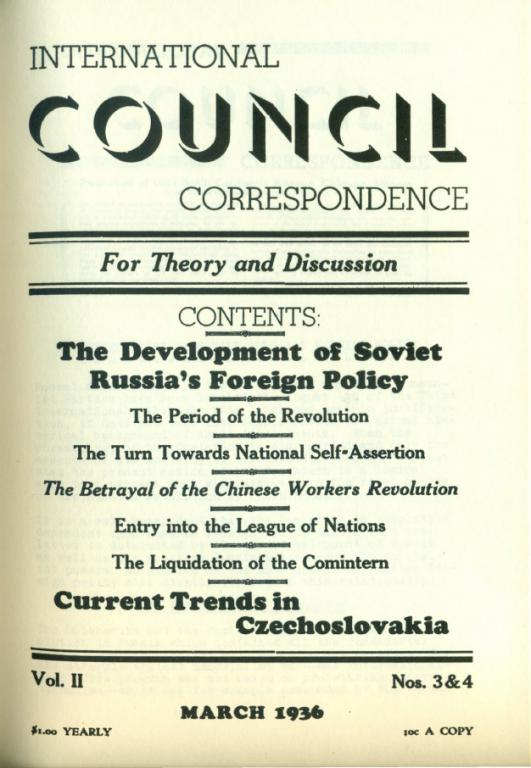
Revista Correspondencia Consejista Internacional, editado por Paul Mattick y publicado entre 1936 y 1943 en Chicago, Illinois.

Para 1921, el comunismo de consejos había roto con el movimiento comunista oficial y formó una corriente distinta, según el historiador Marcel van der Linden. Según Frits Kool, el término Comunismo de Consejos (en Alemán: Rätekommunismus) fue utilizado por primera vez por Franz Pfemfert en 1921. El comunismo de consejos, organizado como tal, prácticamente desapareció de la escena en Alemania después de que Hitler tomara el poder en 1933, aunque algunos grupos siguieron activos en la resistencia. En la década de 1930, existía solo en forma de pequeños grupos propagandísticos dispersos, principalmente en Alemania y los Países Bajos. El GIC (“Grupo de Comunistas Internacionales”), fundado en 1927 en los Países Bajos, llegó a publicar la revista Rätekorrespondenz, la cual sirvió como vehículo para numerosos debates teóricos importantes hasta finales de la década de 1930. Un texto muy influyente publicado por la revista fue las "Tesis sobre el bolchevismo" del periodista y profesor alemán Helmut Wagner (1904-1989). Wagner caracterizó a la Unión Soviética como un capitalismo de estado sin burguesía, oscilando constantemente entre los intereses de los proletarios y los campesinos. Los planes quinquenales y la colectivización forzosa no eran más que intentos de mantener bajo control la contradicción de estas dos clases  por la fuerza.

La experiencia de una economía nacional planificada burocráticamente no puede ser considerada, ni de lejos, como un éxito. Los grandes cataclismos internacionales que amenazan a Rusia sólo pueden contribuir a agudizar las contradicciones de su sistema económico hasta un punto en que dichas contradicciones se hagan intolerables, con lo que probablemente se acelerará el hundimiento de esa experiencia económica gigantesca.
Helmut Wagner Tesis sobre el bolchevismo

Wagner aún asumía que los bolcheviques habían seguido políticas incorrectas en un esfuerzo por construir el socialismo. Anton Pannekoek llegó unos años más tarde a una conclusión diferente: los bolcheviques habían llevado a cabo una revolución burguesa, de modo que, en lugar de seguir políticas incorrectas, habían seguido las únicas políticas posibles. Su único "error" había sido imaginar que estaban construyendo el socialismo en lugar del capitalismo.

Dado que la revolución rusa y sus ideas tienen todavía una gran influencia sobre los espíritus, es necesario penetrar más profundamente en su carácter fundamental. En pocas palabras, fue la última revolución burguesa, aunque llevada a cabo por la clase obrera. “Revolución burguesa" significa una revolución que destruye el feudalismo y abre el camino a la industrialización, con todas las consecuencias sociales que ello implica. La Revolución Rusa está entonces en la línea de la Revolución Inglesa de 1647 y de la Revolución Francesa de 1789 con su continuación en 1830, 1848 y 1871. Durante el curso de estas revoluciones, los artesanos, los campesinos y los obreros proporcionaron la fuerza masiva necesaria para destruir el antiguo régimen. De inmediato, los comités y los partidos representantes de las capas ricas que constituían la futura clase dominante, ascendieron a un primer plano y se apropiaron del poder gubernamental. Este fue un resultado natural, ya que la clase obrera no estaba aún lo suficientemente madura para gobernarse a sí misma. La nueva sociedad era así una sociedad de clases donde los trabajadores eran explotados; y la clase dominante tenía necesidad de un gobierno compuesto por una minoría de funcionarios y políticos. En una época más reciente, la Revolución Rusa pareció ser una revolución proletaria, habiendo sido los obreros sus autores a través de huelgas y acciones de masas. Enseguida, sin embargo, el partido bolchevique logró tomar las riendas del poder (la clase obrera era una pequeña minoría entre la población campesina). Así, el carácter burgués (en el sentido más amplio del término) de la Revolución Rusa se hizo dominante y tomó la forma de un capitalismo de estado. Desde entonces, en lo que concierne a su influencia ideológica y  espiritual  en el  mundo, la Revolución Rusa se ha convertido exactamente en lo opuesto a una revolución proletaria que  debe liberar a los obreros y hacerlos dueños del aparato productivo.
 Anton Pannekoek 

De acuerdo con van der Linden, el comunismo de consejos se definió por cinco principios básicos:
- En primer lugar, el capitalismo está en declive y debe ser abolido inmediatamente.
- En segundo lugar, la única alternativa al capitalismo es una democracia de consejos obreros, basada en una economía controlada por la clase obrera.
- En tercer lugar, la burguesía y sus aliados socialdemócratas tratan de salvar el capitalismo de su destino por medio de la manipulación 'democrática' de la clase obrera.
- En cuarto lugar, para acelerar el establecimiento de una democracia de consejos, esta manipulación debe ser resistida constantemente. Esto significa, por un lado, boicotear todas las elecciones parlamentarias y, por otro lado, luchar sistemáticamente contra los viejos sindicatos (ya que son órganos de gestión conjunta del capitalismo).
- Finalmente, la URSS y sus estados satélites no son una alternativa al capitalismo sino más bien una nueva forma de capitalismo.[1]

## Teoría

### Diferencias entre el comunismo de consejos y la socialdemocracia
De acuerdo con Anton Pannekoek, el «objetivo del proletariado no debería ser la destrucción del Estado, sino su conquista». Sin embargo, no bajo la continuación del Estado burgués como planteaba Karl Kautsky según Pannekoek, sino bajo una nueva forma de Estado.
Así, para Pannekoek, la socialdemocracia buscaba meramente una sustitución de una burocracia por otra:

La conquista del poder político por el proletariado se convirtió para ellos [los socialdemócratas] en conquista de la mayoría por su Partido, es decir, en la substitución de los políticos gobernantes y de la burocracia estatal por ellos, los políticos socialdemócratas y la burocracia sindical y del partido. La realización del socialismo debía llegar ahora mediante nuevas leyes favorables al proletariado.
Anton Pannekoek

Sin embargo, bajo el consejismo se pasaría de una burocracia ajena a una administración simple:

El sistema de consejos es una organización estatal sin la burocracia de funcionarios que hacen del Estado un poder ajeno y enajenante del pueblo. En el sistema de consejos se hace realidad el aserto de Friedrich Engels de que el poder sobre las personas deja su lugar a la administración de las cosas.
Anton Pannekoek

### Diferencias entre el comunismo de consejos y el leninismo
El comunismo de consejos opone al «comunismo de partido» leninista la autoorganización de clase obrera en organismos de poder obrero (soviets, consejos obreros, organizaciones de fábrica). Tales organismos fueron creados por las masas proletarias en los primeros momentos de la Revolución rusa, de la Revolución alemana y de la insurrección popular italiana conocida como biennio rosso. Este tipo de organización y su consolidación (la autonomía proletaria) era, según los comunistas-consejistas, la forma de acción y organización de la clase obrera consciente de su papel histórico y coherente con su autoemancipación. En estos organismos, los trabajadores de cada unidad de producción o barrio elegían, para instancias superiores de coordinación, a representantes de sus filas o a representantes conocidos de la clase obrera. Estos representantes eran delegados revocables en cualquier momento.

### El comunismo de consejos y Rosa Luxemburgo
Aparte de basarse en la práctica revolucionaria de los obreros revolucionarios alemanes, los teóricos consejistas encontraron también un precedente teórico en los textos y la práctica política de Rosa Luxemburgo, cuya defensa de la «acción espontánea» de los trabajadores se oponía al dirigismo de las cúpulas y burocracias partidarias. Esto le llevó a Rosa Luxemburgo a mantener diferencias tanto en la propia socialdemocracia alemana como con la socialdemocracia rusa y el centralismo leninista. Pero los comunistas consejistas llevaron más allá la crítica luxemburguista al dirigismo y al centralismo. Para los consejistas, el papel de los comunistas no era fundar un partido político para dirigir a la clase obrera, sino poner su experiencia de lucha y su acervo teórico al servicio del desarrollo autónomo del movimiento proletario en una dirección comunista. Su actividad de debate, clarificación y propaganda en el seno de la clase obrera no tenía como fin adoctrinar o ganar políticamente a los obreros a determinado programa especial, sino el contribuir a que la clase obrera organizada en sus organismos de poder enfrentase y superase, por sus propios medios, los obstáculos que tenía para la victoria revolucionaria sobre la burguesía y la organización comunista de la producción.

### El comunismo de consejos y el anarquismo
Las posiciones consejistas contra el autoritarismo y el dirigismo coinciden en algunos puntos con las concepciones anarquistas sobre la democracia directa. Su visión de la gestión común de los medios de producción por los propios trabajadores y no por un «Estado obrero», les aproximaría a las tesis autogestionarias de los movimientos libertarios si no fuera porque recurren a la conquista del poder estatal. Sin embargo, aunque Pannekoek considera correcta la tesis de que con la conquista del Estado por el mismo proletariado este se aseguraría su dominio político —es decir, la dictadura del proletariado— frente a la burguesía aún existente, sería una «fantasía» usar esta «máquina de represión» como un «órgano de la liberación popular» cuando la tarea del proletariado es darse a sí mismo su liberación.
No obstante, han llegado a esas posiciones desde una evolución marxista independiente y a través de la ruptura política tanto con la socialdemocracia como, en menor medida, con su ala radical, el bolchevismo.

### Los partidos y los sindicatos
Según, Pannekoek «la meta de todo partido político, es decir, de toda organización de políticos profesionales, es el lograr tomar en sus propias manos la máquina del Estado; esa meta es extraña al Partido Comunista. La finalidad de éste no es conquistar el poder para sí, sino mostrar la meta y el camino al proletariado en lucha».
Según el comunismo de consejos, los partidos políticos y los sindicatos son formas de organización correspondientes a la etapa reformista del movimiento obrero, y por lo tanto se transforman en fuerzas contrarrevolucionarias cuando se abre una situación revolucionaria, pues aun cuando sus burocracias dirigentes no tomen abiertamente partido por la restauración del orden burgués, las formas de actividad que caracterizan a partidos y sindicatos (política de jefes) obstaculizan el desarrollo de la autonomía proletaria, que es la precondición de la autoemancipación revolucionaria de la clase obrera. De esta manera, el comunismo de consejos no sólo se diferencia del «comunismo de partido», sino también del sindicalismo revolucionario y del anarcosindicalismo.
El comunismo de consejos, al contrario de las concepciones tradicionales que abogan por el binomio organización de masas/partido político y por la división de la lucha económica y la lucha política en organizaciones especializadas, aboga por la «organización unitaria» que unifique la lucha revolucionaria y la lucha por reformas, la lucha económica y la lucha política, tal como fue la experiencia de la Unión Obrera General de Alemania (AAUD), más tarde Unión Obrera General de Alemania-Organización Unitaria (AAUD-E).

## El devenir histórico de la corriente comunista-consejista
Anton Pannekoek, Paul Mattick y el Grupo de Comunistas Internacionales (GIK) de Holanda fueron los principales continuadores y animadores de la corriente comunista-consejista en las décadas posteriores, aunque por el devenir contrarrevolucionario posterior a la derrota de la revolución proletaria en Europa, el comunismo de consejos sólo sobrevivió como una corriente teórica con un mínimo arraigo en intelectuales socialistas y obreros revolucionarios.
Algunas de las organizaciones y grupos de intelectuales que contribuyeron a desencadenar las revueltas de la década de 1960, entre ellos Socialismo o barbarie o la Internacional Situacionista, abrevaron en la teoría del comunismo de consejos.